# Negaunee
Negaunee ist eine City im Marquette County des US-Bundesstaats Michigan. Das U.S. Census Bureau hat bei der Volkszählung 2020 eine Einwohnerzahl von 4.627 ermittelt.

## Etymologie
Das Wort Negaunee stammt vom Wort niganj aus der Sprache der Ojibwa, was so viel wie "im Voraus" bedeutet. Das war wahrscheinlich die Bezeichnung der Ojibwa für das Wort "Pionier". Weil der Name des Nachbarortes Ishpeming "auf dem Berg" bedeutet, wird das als Bedeutung "Himmel" interpretiert, während dann Negaunee "Hölle" bedeute. 

## Geschichte
Negaunee wurde im frühen 19. Jahrhundert nach der Entdeckung der Erzader der Marquette Iron Range gegründet. 1845 wurde das erste Bergwerk zum Abbau des Eisens eröffnet. Weiterhin kamen  Schmieden zur Weiterverarbeitung hinzu. 1858 bekam der Ort eine Postdienststelle, 1865 erhielt Negaunee den Status Town (Vereinigte Staaten) und 1868 wurde die erste Polizeidienststelle eröffnet. 1873 bekam Negaunee seinen heutigen Status als City. Die Ausweitung der Abbautätigkeiten führte zum Zuzug vieler Immigranten. Im frühen 20. Jahrhundert verlor die Bergbauindustrie jedoch an Bedeutung, die Bevölkerungszahl verringerte sich um die Hälfte. Das erste Bergwerk in Negaunee aus dem Jahr 1845 wurde in den 1940er Jahren geschlossen. Danach wurden das Bergwerk und die Arbeiterwohnhäuser zu einem Museum mit dem Namen Old Towne umfunktioniert. Die Bevölkerungszahl sank nur leicht.

## Verkehr
Die M-28 Business führt durch Negaunee. Nördlich am Ort führt der U.S. Highway 41 vorbei, weiterhin gibt es die State Highways M-28 und M-35.